# Germaine Van Parys
Germaine Van Parys (také Van Parijs; 18. dubna 1893, Saint-Gilles – 22. února 1983, Brusel) byla belgická fotografka a fotožurnalistka. Byla první ženou v Belgii, která se připojila k této profesi, což bylo velmi neobvyklé najít ženu zmíněnou v historii fotografie před rokem 1920. Zanechala rozsáhlou sbírku zahrnující lidi a místa, které fotografovala v letech 1918 až 1968, dokumentující klíčové události v historii země.

## Životopis
Van Parys se narodila v Bruselu v roce 1893 a v roce 1913 se připojila k profesi dokumentární fotografky. Na konci první světové války byla uznávána jako jedna z nejkompetentnějších belgických fotografek.  V roce 1926 byla zakládající členkou "Association des reporters photographes de presse". Nejprve pracovala pro Le Soir, poté pro La Meuse (1932), také přispívala do pařížského týdeníku L'Illustration. Kromě práce dvorní královské fotografky, dokumentovala národní katastrofy, letecké havárie a atentáty. Zvláště zajímavé jsou její fotografie z povodní v Namuru v roce 1926. Byla jednou z mála fotografek, které pracovaly jako korespondentky během druhé světové války, a také dokumentovala osvobození Belgie.
V roce 1956 vytvořila vlastní agenturu Van Parijs Media. Van Parys zemřela v Bruselu v roce 1983. Van Parijs Media byla v roce 2005 sloučena s tiskovou agenturou Reports. V říjnu 2011 představila nadace La Fondation Germaine Van Parys retrospektivu díla autorky.